# سانت مرين (كورنوال)
سانت مرين (بالإنجليزية: St Merryn)‏ هي قرية و أبرشية مدنية تقع في المملكة المتحدة في إنجلترا.